# خلية عصبية صماء
خلية عصبية صماء أو (خلايا عصبية إفرازية) هي الخلايا التي تستقبل المدخلات العصبية (النواقل العصبية التي تفرز من الخلايا العصبية)، ونتيجة لهذه المدخلات والجزيئات المرسلة تتحرر (الهرمونات) إلى الدم. في هذه الطريقة تودي إلى إحداث التكامل بين الجهاز العصبي ونظام الغدد الصماء، وهي عملية تعرف باسم الاندماج الهرموني العصبي.
مثال على ذلك خلية الغدد الصم العصبية هي خلايا من النخاع الكظرية (الجزء الأعمق من الغدة الكظرية) الذي يطلق الأدرينالين إلى الدم. يتم التحكم في الخلايا النخاعية الكظرية من قبل قسم الجهاز العصبي الودي اللاإرادي. يتم تعديل هذه الخلايا العصبية تالية للعقد.